# Torpedo Koetaisi
Torpedo Koetaisi (Georgisch: თორპედო ქუთაისი) is een Georgische voetbalclub uit Koetaisi.
De club speelde dertien jaar in de hoogste klasse van de Sovjet-Unie. Sinds de onafhankelijkheid van Georgië speelt de club onafgebroken in de hoogste klasse van de Georgische competitie. In 2000 verbrak de club de hegemonie van Dinamo Tbilisi die sinds 1990 elk jaar de titel won. Torpedo kon drie titels op rij winnen voordat het weer de beurt aan Dinamo was. Sinds het seizoen 2010/2011 speelde Torpedo Koetaisi weer in de hoogste afdeling, Erovnuli Liga, na de promotie in het seizoen 2009/2010.

## Erelijst
- Landskampioen
  - 2000, 2001, 2002, 2017
- Georgische voetbalbeker
  - Winnaar: 1999, 2001, 2016, 2018
  - Finalist: 2000, 2002, 2004, 2011, 2017
- Georgische supercup
  - 2018, 2019

## Naamsveranderingen
- 1946: Dinamo Koetaisi
- 1949: Lokomotiv Koetaisi
- 1960: Torpedo Koetaisi
- 1990: FK Koetaisi
- 1992: Torpedo Koetaisi

## Eindklasseringen (grafiek) vanaf 1990
| 4 |

| 3 |

| 11 |

| 5 |

| 3 |

| 6 |

| 7 |

| 5 |

| 4 |

| 2 |

| 1 |

| 1 |

| 1 |

| 2 |

| 7 |

| 2 |

| 12 |

| 7 |

| 6 |

| 9 |

| 1 |

| 4 |

| 3 |

| 3 |

| 7 |

| 8 |

| 6 |

| 6 |

| 1 |

| 3 |

| 6 |

| 8 |

| 8 |

| 5 |

| 3 |

| 2 |

| Erovnuli Liga | Erovnuli Liga 2 |

## In Europa
Torpedo Koetaisi speelt sinds 1998 in diverse Europese competities. Hieronder staan de competities en in welke seizoenen de club deelnam:
- Champions League (4x)

2000/01, 2001/02, 2002/03, 2018/19
- Europa League (5x)

2012/13, 2013/14, 2017/18, 2018/19, 2019/20
- Conference League (3x)

2023/24, 2024/25, 2025/26
- UEFA Cup (3x)

1999/00, 2003/04, 2005/06
- Intertoto Cup (1x)

1998

## Bekende (oud-)spelers
- Aleksandr Amisoelasjvili
- Malchaz Asatiani
- Micheil Asjvetia
- Jürgen Colin
- Georgi Daraselia
- Zoerab Ionanidze
- Davit Dzjanasjia
- Nikola Ninković
- Irakli Zoidze

Dila Gori · 
Dinamo Batoemi ·
Dinamo Tbilisi ·
Gagra · 
Iberia 1999 ·
Kolcheti 1913 Poti ·
Samgoerali · 
FC Samtredia ·
Telavi ·
Torpedo Koetaisi ·